# Herb Czarnego
Herb Czarnego – jeden z symboli miasta Czarne i gminy Czarne w postaci herbu.

## Wygląd i symbolika
tarcza herbu jest błękitna. Głównym elementem jest czarny młot umieszczony centralnie i skierowany w prawą stronę. Na prawo od młota umieszczona jest złota sześcioramienna gwiazda, na lewo od młota widnieje złoty półksiężyc. Pod młotem umieszczona jest srebrna głowa ryby skierowana w lewą stronę.
Symbolika herbu nawiązuje do kowalstwa działającego w mieście (symbol – młot) oraz do wykonywania tej profesji nocą (symbole księżyca i gwiazdy) i rzeki Czernicy (symbol rybiej głowy).